# Batrachorhina nervulata
Batrachorhina nervulata là một loài bọ cánh cứng trong họ Cerambycidae.